# Soma (Zellbiologie)
Das Soma (von griechisch το σῶμα sṓma ‚Körper‘) ist ein Fachwort der Biologie und wird auf zwei Ebenen verwendet. Es hat eine enge Bedeutung in der Zellbiologie und eine weite Bedeutung in der Entwicklungsbiologie der Tiere.
- Begriff der Zellbiologie: Hier bezeichnet das Soma lediglich den Körper einer Zelle, das Zytosoma (von κύτος kýtos ‚Höhlung‘ für ‚Zelle‘). Diese Sicht klammert Zellfortsätze, gelegentlich auch den Zellkern aus. Im Zellsoma findet der Hauptteil des Stoffwechsels statt.[1] Das Soma von Nervenzellen (Neuronen) in dem um den Kern gelegenen Bereich wird auch als Perikaryon bezeichnet.[2]
- Begriff der Entwicklungsbiologie der Tiere: Hier umfasst das Soma die Hauptmasse der Körperzellen, die sich frühembryonal von der Keimbahn getrennt haben.[3] Lediglich die Zellen der Keimbahn können Gameten (Keimzellen) bilden, denn nur sie können die Meiose durchlaufen. Zellen der Keimbahn sind meist auf Grund ihrer Lage im Embryo zu erkennen.[4] Pflanzen zeigen keine prinzipielle Trennung von Soma und Keimbahn, denn viele pflanzliche Zellen behalten die Fähigkeit zur Meiose. Mutationen in somatischen Zellen verschwinden mit dem Tod eines Individuums. Dagegen werden Mutationen in Zellen der Keimbahn, wenn sie zu einer Befruchtung beitragen, an Nachkommen weitergegeben.[5]